# Aminopeptidasa

Acción de la aminopeptidasa liberando el aminoácido N-terminal de un polipéptido

Las aminopeptidasas son enzimas proteolíticas (peptidasas) que degradan el residuo N-terminal de los oligopéptidos, produciendo péptidos más pequeños y aminoácidos libres.  Estas enzimas están ampliamente distribuidas en el reino animal y vegetal y se encuentran tanto en el interior de orgánulos intracelulares, como en el citoplasma, o formando parte de las membranas celulares. Muchas de ellas contienen zinc, por lo que son metaloproteinasas.
Las aminopeptidasas contrastan con las carboxipeptidasas, las cuales rompen enlaces peptídicos pero al otro extremo de la cadena polipeptídica (extremo C-terminal).
Las aminopeptidasas realizan funciones celulares esenciales, sirven en el metabolismo humano, en la regulación de los niveles de hormonas peptídicas y la digestión de proteínas en el intestino, así como en la maduración de proteínas, la degradación de péptidos hormonales y no hormonales, y, posiblemente, la determinación de la estabilidad de proteínas, etc. Muchos estados de enfermedad están asociados con una función proteolítica alterada.
Las aminopeptidasas operan bajo la vía de la ubiquitina-proteasoma y están implicadas en el paso final de la degradación intracelular de proteínas ya sea por el recorte de los péptidos del proteasoma-generada para la presentación de antígenos o completa hidrólisis en aminoácidos libres para el reciclaje en la síntesis de proteínas.

## Clasificación
Las aminopeptidasas se incluyen dentro de las exopeptidasas, puesto que actúan sobre los extremos de las cadenas polipeptídicas liberando el aminoácido terminal. 
Se pueden clasificar por:
- El número de aminoácidos adherídos a la terminal NH2 de los sustratos. Las enzimas que escinden secuencialmente el aminoácido NH2-terminal a partir de sustratos de proteínas y péptidos se denominan aminopeptidasas. Las aminodipeptidasas, diaminopeptidasas o dipeptidil aminopeptidasas escinden dipéptidos NH2-terminal intactos. En cuanto a las aminotripeptidasas o tripeptidil aminopeptidasas catalizan la hidrólisis de los tripéptidos NH2-terminales.[2]
- Con respecto a la eficacia relativa con la que se eliminan los residuos. Las leucina aminopeptidasas (LAP)  eliminan con más eficacia Leu y otros residuos hidrofóbicos de sustratos peptídicos análogos, aunque se adhieren a enlaces de muchos otros residuos.[2]
- Con respecto a la ubicación de la aminopeptidasa. Algunas peptidasas son secretadas, pero la mayoría no lo son. Hay enzimas solubles, microsomales, unidas a membrana y citosólicas, otras se han encontrado en orgánulos, tales como lisosomas, núcleo celular y mitocondrias. En algunos casos, las aminopeptidasas unidas a membrana y las metionina aminopeptidasas comparten el mismo nombre: aminopeptidasa M. De hecho no es raro que algunas enzimas a pesar de no estar relacionadas estructuralmente o de que se encuentren en diferentes partes dentro de un organismo tengan el mismo nombre.[2]
- Su susceptibilidad a la inhibición.[2]
- De acuerdo con el contenido de iones metálicos y/o los residuos que unen el metal a la enzima.[2]
- De acuerdo con el pH al que se observa su máxima actividad. Hay peptidasas ácidas, básicas y "neutras". Obviamente, cada nomenclatura o sistema de clasificación sirve para identificar la proteasa respecto a un tema de interés, y no son mutuamente excluyentes. Debido a este problema de clasificación, no es de extrañar que en los últimos años varias enzimas, que anteriormente se consideraban distintas, resultaran ser idénticas. Sería conveniente analizar una misma aminopeptidasa con muchos sustratos peptídicos antes de elegir un nombre.[2]

## Iones metálicos
Se requiere la unión de uno o dos iones metálicos, principalmente de zinc, para la actividad de las aminopeptidasas. Algunas de estas enzimas requieren dos iones metálicos para la actividad completa, para otros sólo un ion de metal es suficiente para la catálisis, mientras que el segundo ion metálico puede modular la actividad ya sea positiva o negativamente.
Los iones de Mn2+, Mg2+ y Co2+ pueden ser fácilmente intercambiados por un ion de zinc.

## Inhibidores
La bestatina ha demostrado ser un inhibidor competitivo de unión lenta para la mayoría de las aminopeptidasas.
Existen otros inhibidores de unión lenta de aminopeptidasas, estos incluyen: ácido bórico, ácido fosfónico, α-metil leucina e isoamiltioamida.
Actualmente se desarrollan continuamente inhibidores para la gran variedad de aminopeptidasas existentes, ya que estos se implementan en la búsqueda de tratamientos para algunas enfermedades como cáncer e hipertensión.

## Aminopeptidasas intestinales
La pared del intestino delgado es particularmente rica en aminopeptidasas que facilitan la digestión de las proteínas, entre ellas se encuentran la aminopeptidasa N o alanina aminopeptidasa y la aminopeptidasa A o glutamato aminopeptidasa. 

## Aminopeptidasas como reguladores hormonales
Las aminopeptidasas pueden actuar inactivando péptidos o bien cambiando su actividad biológica, originando un nuevo péptido con propiedades bioquímicas diferentes a las que poseía su precursor. Existen diferentes mensajeros hormonales que son péptidos cuya regulación está controlada por la actividad de estas enzimas.

## Aminopeptidasas e hipertensión
Las aminopeptidasas cerebrales que participan en la cascada enzimática del sistema renina-angiotensina (RAS) juega un papel importante en el control de la presión arterial, y su estudio ofrece nuevas perspectivas justamente para el control de la presión arterial y el tratamiento de la hipertensión.
Se ha identificado en el RAS cerebral que las APA (aminopeptidasa A) y APN (aminopeptidasa N), son dos metaloproteasas de zinc unidas a la membrana y están involucrados en el metabolismo de la AngII (angiotensina II) y AngIII (angiotensina III), respectivamente.
En investigaciones recientes se identificó la APA cerebral como una diana terapéutica potencial para el tratamiento de la hipertensión, lo que ha llevado al desarrollo de inhibidores potentes de la APA que se han administrado por vía oral en ratas hipertensas, se ha visto que cruza las barreras intestinales, hepáticas y de sangre-cerebro, por lo que le es posibles entrar en el cerebro y genera dos moléculas activas de EC33 que inhiben la actividad APA cerebral, de modo que le ayuda a bloquear la formación de AngIII cerebral y normalizar la presión arterial durante varias horas.
El descenso de la presión arterial implica dos mecanismos diferentes: una disminución en la liberación de hormona antidiurética en el torrente sanguíneo, que a su vez aumenta la diuresis que resulta en una reducción de volumen de sangre que participa en la disminución de la presión arterial y/o una disminución en el tono simpático, disminuyendo así la resistencia vascular.

## Aminopeptidasas y cáncer
Las aminopeptidasas son esenciales para varios procesos fisiológicamente importantes, para las células cancerosas es de suma importancia para su supervivencia y proliferación, el suministro de los aminoácidos libres celulares, regulado por aminopeptidasas. Es importante destacar que muchas células tumorales son dependientes de aminoácidos específicos y el agotamiento de estos tiene un impacto mayor en las células cancerosas que en las células normales.
Se han llevado  a cabo estudios recientes, los cuales se centran en la función y localización subcelular de algunas aminopeptidasas clave, además de su asociación con diferentes enfermedades, en particular el cáncer y su posición actual como diana para la intervención terapéutica de los inhibidores de la aminopeptidasa, por ejemplo:  aminopeptidasa N, leucina aminopeptidasa,  aminopeptidasa sensible a puromicina, leucotrieno A4 hidrolasa y aminopeptidasa 1/2 del retículo endoplasmático.
Históricamente, bestatina fue el primer inhibidor de aminopeptidasa que se utilizó en el área clínica hace 35 años y hasta la fecha se utiliza para el tratamiento de cáncer de pulmón. Más recientemente, los inhibidores de las aminopeptidasas de nueva generación disponibles incluyen al profármaco tosedostat (que se encuentra a prueba actualmente en la fase II de ensayos clínicos para el tratamiento de leucemia mieloide aguda).
La información sobre el uso de inhibidores de aminopeptidasas como herramientas ha aumentado, ya que resultan atractivas para la quimioterapia combinada.